# Scaptia guttipennis
Scaptia guttipennis är en tvåvingeart som först beskrevs av Ferguson 1924.  Scaptia guttipennis ingår i släktet Scaptia och familjen bromsar. Inga underarter finns listade i Catalogue of Life.